# ムテ・エーエデ
ムテ・ポウロップ・エーエデ（デンマーク語: Múte Bourup Egede、1987年3月11日 - ）は、グリーンランドの政治家。2021年4月、グリーンランド自治政府第8代首相に就任し、2025年4月7日まで務めた。2015年からランスティング（グリーンランド議会）議員、2018年からイヌイット友愛党党首も務めている。

## 経歴
ヌークに生まれ、グリーンランド南部のナルサークで育った。カコトックの中等学校からグリーンランド大学に進み、2007年から社会文化史を学んだ。2011年から2012年にかけて、グリーンランド学生会 (KISAQ) の副会長を務めた。2013年、家業の飼料会社を継ぐため大学を中退した。
2007年にグリーンランド青年議会の議員となり、2013年から2015年にはイヌイット友愛党の青年部長を務めた。
2015年の総選挙で、イヌイット友愛党からフォルケティング（デンマーク国会）議員に立候補したが、得票数2,131票で落選した。
2016年から2018年には原材料・労働市場担当相を務め、2017年の3ヶ月間は基礎自治体・村落・郊外地域・インフラ・住宅担当相代行を兼務した。
2018年12月1日、サラ・オルスヴィグの後継としてイヌイット友愛党の党首に選任された。2021年のグリーンランド総選挙で同党は得票率36.6%で、ランスティング（グリーンランド議会）の第1党に躍り出た。エーエデ自身は3,380票を得て、最多得票で当選した。これは当時の首相キム・キールセン（進歩党）の得票数を1,500票以上上回るものであった。4月16日にはイヌイット友愛党とナレラク党が連立政権を発足させることとなり、連帯党も閣外協力の形でこれに加わった。4月23日、ランスティングで首相に指名され、グリーンランド史上最年少の首相に就任した。
2022年4月に内閣改造を行った。
2025年1月3日に行った新年の演説にて、デンマークからのグリーンランド独立を目指す方針を表明した。

## 人物
前妻とのあいだに2子がいる。